# التغطية الإعلامية لحرب العراق

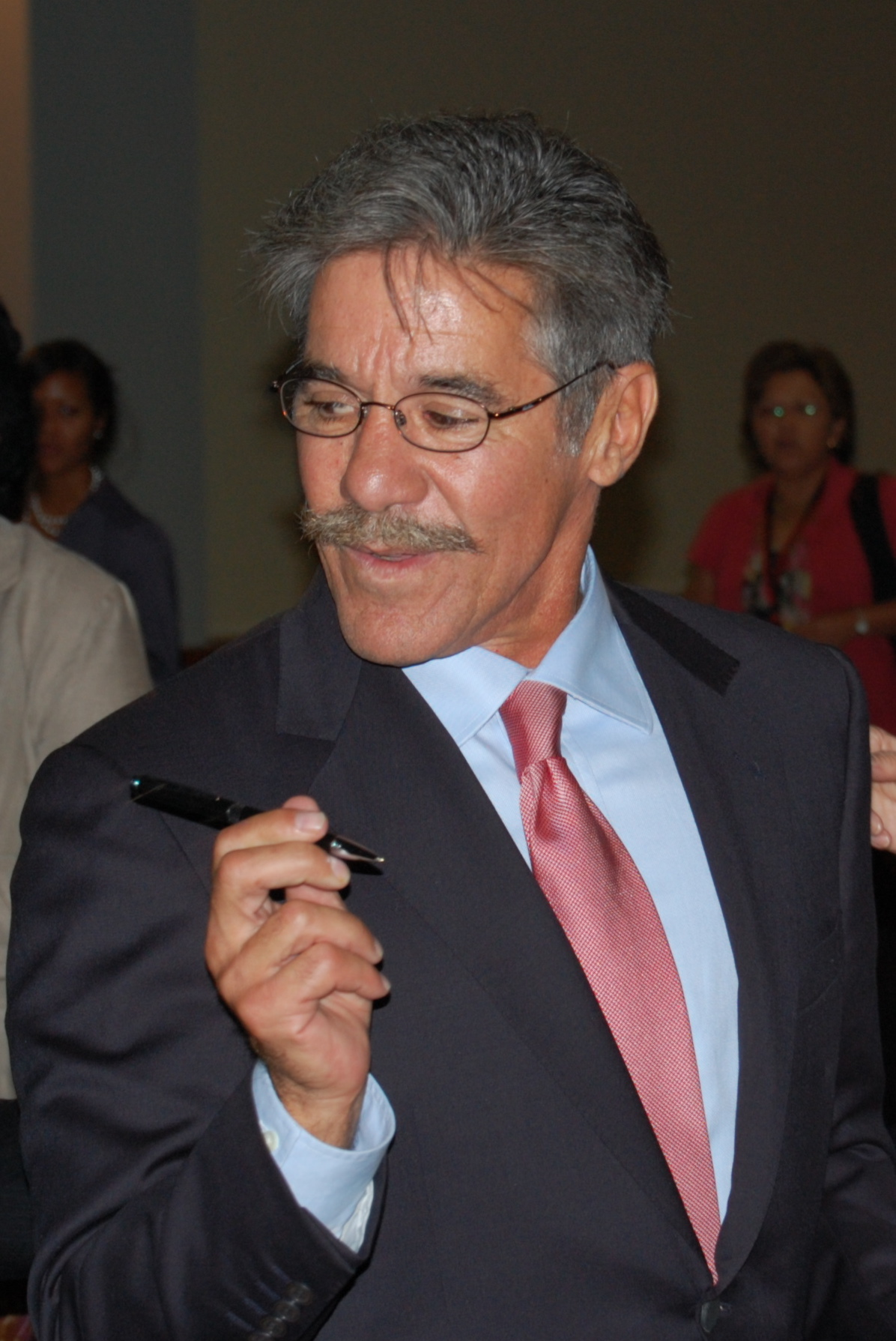
الصحفي جيرالدو ريفيرا، الذي رافق الفرقة المجوقلة (المحمولة جوًا) 101 خلال الحرب على العراق عام 2003، وكشف معلومات عن عملية قادمة برسمه خريطة على الرمل لمتابعيه.

تتضمن غزو العراق عام 2003 تغطية إعلامية أمريكية غير مسبوقة، خصوصًا على صعيد وكالات الأنباء الفضائية

## تغطية وسائل الإعلام الأمريكية الرئيسية
كانت شبكة فوكس نيوز هي الأكثر شعبية في الولايات المتحدة في تغطيتها لأخبار الحرب، حيث بدأ نشاطها بالتأثير على تغطية وسائل إعلامٍ أخرى بهذا الصدد. فوكس نيوز هي قناةٌ مملوكةٌ لروبرت مردوخ، المؤيد القوي للحرب، إذ عرضت القناة، وطوال مدّة التغطية الحية للحرب، رسمًا متحركًا لعلمٍ أمريكيٍ مرفرفٍ في الزاوية اليسرى العليا من الشاشة، بينما كانت عبارة «عملية حرية العراق» في شريطٍ مثبتٍ أسفل الشاشة. يذكر أن الشبكة قد عرضت رسمة العلم الأمريكي المتحرك في نفس الزاوية منذ الهجمات الارهابية في الحادي عشر من سبتمبر عام 2001. في دراسةٍ عام 2003 لمؤسسة (FAIR) أجريت على المعلقين المؤيدين والمناهضين للحرب على الوكالات والشبكات الكبرى، تبين أن وتيرة مشاهدات الخطاب المؤيد للحرب كانت أعلى بأغلبية ساحقة من المعارضة. كما وتوصلت الدراسة إلى أن أقل وكالتين نقدتا الحرب، وبشكل ملحوظ، كانتا CBS وفوكس نيوز.
عد كلٌ من الممثلين جانين جاروفالو، تيم روبينز، مايك فاريل، روب راينر، مارتن شين، سوزان ساراندون والمخرج مايكل مور من المشاهير المناهضين للحرب الذين ظهروا بشكل متكرر على شبكات الأخبار. في قصة حظيت بتغطيةٍ واسعة النطاق، أثارت فرقة الموسيقى الريفية (ديكسي تشيكس) حملة مقاطعةٍ وإحراقٍ لأسطواناتهم الموسيقية في الولايات المتحدة؛ بعد تعليقهم السلبي على الرئيس بوش في تصريح بحفلٍ موسيقيٍ لهم في لندن.
أعادت وكالة إم إس إن بي سي هي الأخرى العلم الأمريكي مجددًا إلى شاشتها، وعرضت بشكل دوري قسمًا دعائيًا خاصًا بعنوان «الأمريكيون الأشجع»، والذي يعرض صورًا فوتوغرافيةً مرسلةً إلى العناصر الملتحقة إلى العراق من قبل عوائلهم. كما وقامت الوكالة سالفة الذكر بطرد الليبرالي فيل دوناهو، وهو أحد ناقدي إدارة بوش في العراق. قبل شهر من بداية الغزو، واستبدلت برنامجه بتوسعة برنامج «العد التنازلي: العراق» الذي استضافه في البداية ليستير هولت. ببعد مدة قصيرة من طرد فيل دونهاو، قامت الوكالة بتعيين مايكل سافيج، أحد المحافظين ومضيف برامج الراديو الحوارية المثير للجدل، ليستضيف برنامجًا يعرض ظهر يوم السبت. على الرغم من أن برنامج دونهاو حصد تقييماتٍ أقل من العديد من البرامج المشابهة على الشبكات الأخرى، وإلقاء معظم التقارير حول إلغائه باللوم على التصنيفات الضعيفة، إلا أنه كان البرنامج الأعلى تصنيفًا على تشكيلة MSNBC المتعثرة في وقت الذروة في وقت إلغائه، اذ بلغ متوسط مشاهدات برنامجه في سبتمبر 2002 متوسط 365 ألف مشاهد، مقارنة بمنافسه كوني تشونغ بحوالي 686 ألف مشاهد على شبكة سي إن إن، وبيل أوريلي البالغ الذي حصد مليوني مشاهد على قناة فوكس نيوز، وفقًا لشركة نيلسون للمعلومات.
جمالًا، فقد حلت فوكس نيوز أولًا، وCNN  ثانيًا، بينما حلت MSNBC ثالثًا؛ وفق الأرقام. لقد كان نجاحًا كبيرًا لفوكس نيوز في التغطية في وقت اعتقد فيه الكثيرون أن CNN ستحصد الصدارة؛ كونها قد أثبتت نفسها في تغطية حرب الخليج في 1990-1991.
في حوادث منفصلة، تعرض على الأقل ثلاثة صحفيين غربيين إما للطرد أو للإجراءات التأديبية. طُرد بيتر آرنيت، مراسل وكالتي NBC وناشونال جيوغرافيك، بعد مقابلته مسؤولين عراقيين، حيث شكك في دور الولايات المتحدة، إضافة لقوله معلقًا «فشلت خطة الحرب الأولى». طُرد برين والسكي من صحيفة لوس أنجلوس تايمز في 31 مارس لتعديله صورة جندي بريطاني يحذر مدنيين عراقيين للاحتماء من القصف الجوي العراقي. غادر جيرالدو ريفيرا العراق بعد رسمه خريطةً أوليةً على الرمل خلال بث مباشر على قناة فوكس نيوز، والتي أثارت مخاوف البنتاغون من احتمالية أن تؤدي إلى كشف معلومات حيوية عن تحرك القوات على الهواء.
في دراسة أُجريت لمقارنة أعداد هجمات المتمردين في العراق، وأعداد التصريحات «المثبطة للعزائم» في وسائل الأعلام الأمريكية، إضافةً إلى استطلاعات الرأي العام، والتباين الجغرافي في وصول العراقيين لوسائل الأعلام العالمية. هدفت الدراسة إلى تحديد ما إذا كانت هناك استجابةٌ من قبل المتمردين للمعلومات التي تدل على «حساسية الرأي العام لأعداد الضحايا». كشفت الدراسة أن هجمات المتمردين قد ارتفعت بنسبة 5-10% بعد ارتفاع أعداد التقارير السلبية عن الحرب في الإعلام. عرف الكاتب هذا على أنه «تأثير الجرأة» واختتم بنتيجة أن «الجماعات المتمردة تستجيب منطقيًا لمستوى احتمالية الانسحاب الأمريكي».